# Tourismus und Warnetalbahn GmbH

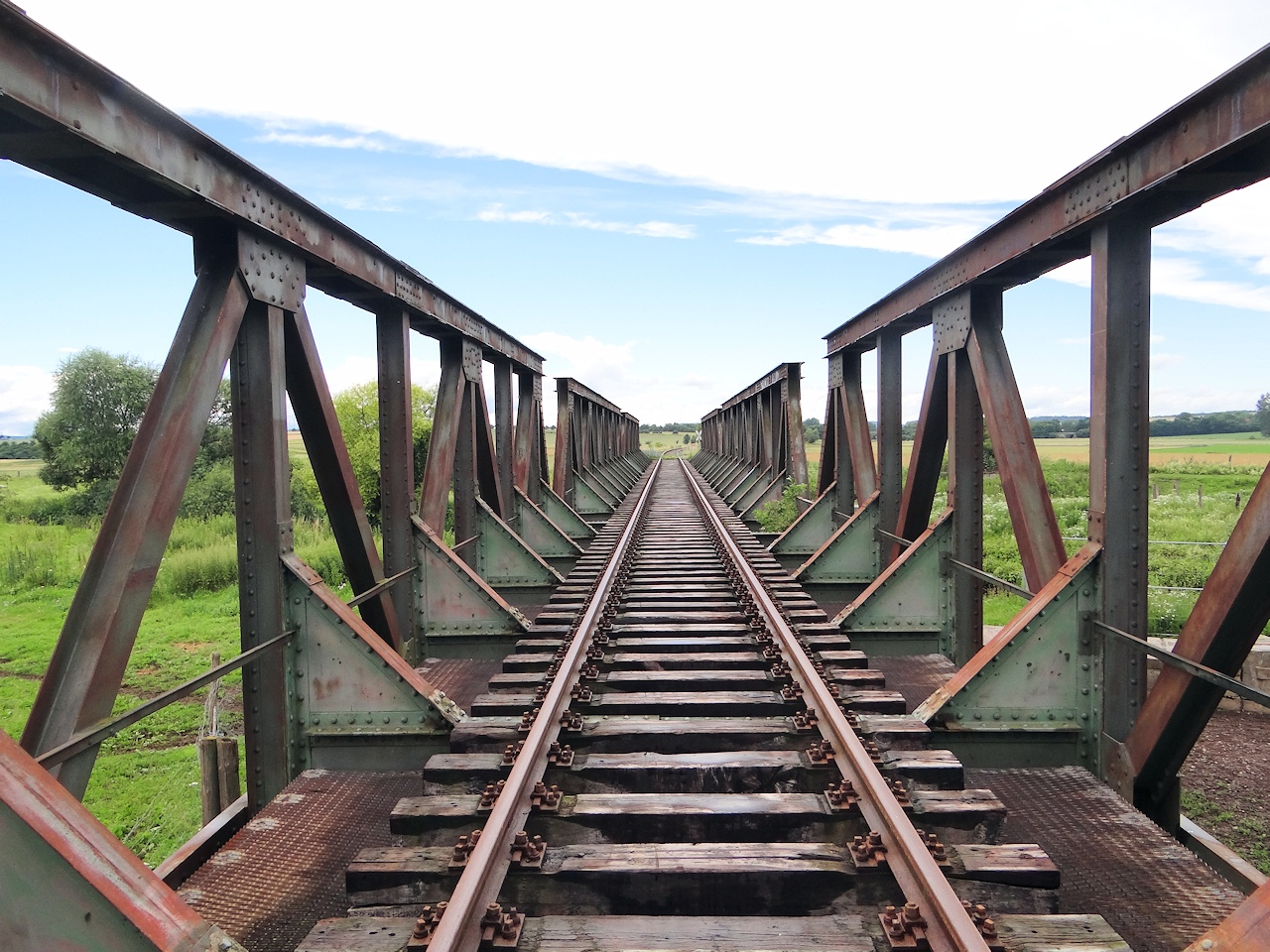
Okerbrücke bei Börßum

Die Tourismus und Warnetalbahn GmbH, auch Warnetalbahn (WTB), betreibt als Eisenbahninfrastrukturunternehmen (EIU) den Abschnitt Börßum–Salzgitter-Bad der Bahnstrecke Börßum–Kreiensen und führt als Eisenbahnverkehrsunternehmen (EVU) Fahrten im Güter- und Museumsverkehr durch.

## Unternehmensgeschichte
Nachdem auf dem Streckenabschnitt Börßum–Salzgitter-Bad der Personenverkehr 1976 und in den 1980er Jahren der Güterverkehr eingestellt wurde, bestanden Bestrebungen bei den anliegenden Gemeinden, diese Warnetalbahn genannte Strecke als Museumsbahn weiterzubetreiben. Zu diesem Zweck gründeten die Stadt Salzgitter, der Landkreis Wolfenbüttel, die Gemeinde Schladen, die Gemeinde Oderwald sowie die Dampflok-Gemeinschaft 41 096 e. V. 1990 die Warnetalbahn Betriebsgesellschaft mbH. Sitz der Gesellschaft war zunächst Salzgitter. Im Mai 1990 erwarb die Gesellschaft die Grundstücke der Bahnstrecke zwischen den Kilometern 46,000 und 59,800 von der Deutschen Bundesbahn. Die Genehmigung sowohl zum Betrieb der Infrastruktur als auch als Eisenbahnverkehrsunternehmen wurde der Gesellschaft am 16. Oktober 1990 erteilt. Der Fahrbetrieb auf der Strecke mit historischem Fahrzeugmaterial wurde der 1978 gegründeten Dampflok-Gemeinschaft 41 096 e. V. übertragen.
Nach dem Beitritt des Tourismusverbandes Wolfenbütteler Land e. V. im Jahr 2004 benannte sich die Gesellschaft in Tourismus und Warnetalbahn GmbH um, der Sitz der Gesellschaft wurde nach Groß Flöthe verlegt.
Auf der 2019 übernommenen Teilstrecke Rottleberode–Stolberg (Harz) soll zukünftig touristischer Ausflugsverkehr und Holzverkehr eingerichtet werden. Die für Ostern 2020 vorgesehene Aufnahme des Zugverkehrs musste allerdings auf unbestimmte Zeit verschoben werden, da vorher Schäden an einer Brücke über die Thyra behoben werden müssen.

## Streckennetz
Die Tourismus und Warnetalbahn GmbH betreibt die 16 km lange Teilstrecke Börßum–Salzgitter-Bad der Bahnstrecke Börßum–Kreiensen, auch als Warnetalbahn bezeichnet. In Salzgitter besteht Übergang zur Deutschen Bahn, im Bahnhof Börßum besteht dagegen keine Verbindung zur Bahnstrecke Braunschweig–Bad Harzburg mehr.
Hinter dem Bahnhof von Salzgitter-Bad verläuft die Strecke im Tal der Warne, vorbei an Groß Mahner und erreicht nach 5,3 km Klein Mahner, den Heimatbahnhof der Warnetalbahn. Die Strecke verläuft danach über die Haltepunkte Gielde und Werlaburgdorf und führt von dort über die Oker zum Endbahnhof Börßum.
Ende 2019 hat das EIU den sechs Kilometer langen Streckenabschnitt Rottleberode–Stolberg (Harz) von DB Netz gepachtet. An der Strecke sollen zwei Holzverladestellen (unter anderem in Stolberg-Thyratal) eingerichtet werden.

## Museumsverkehr

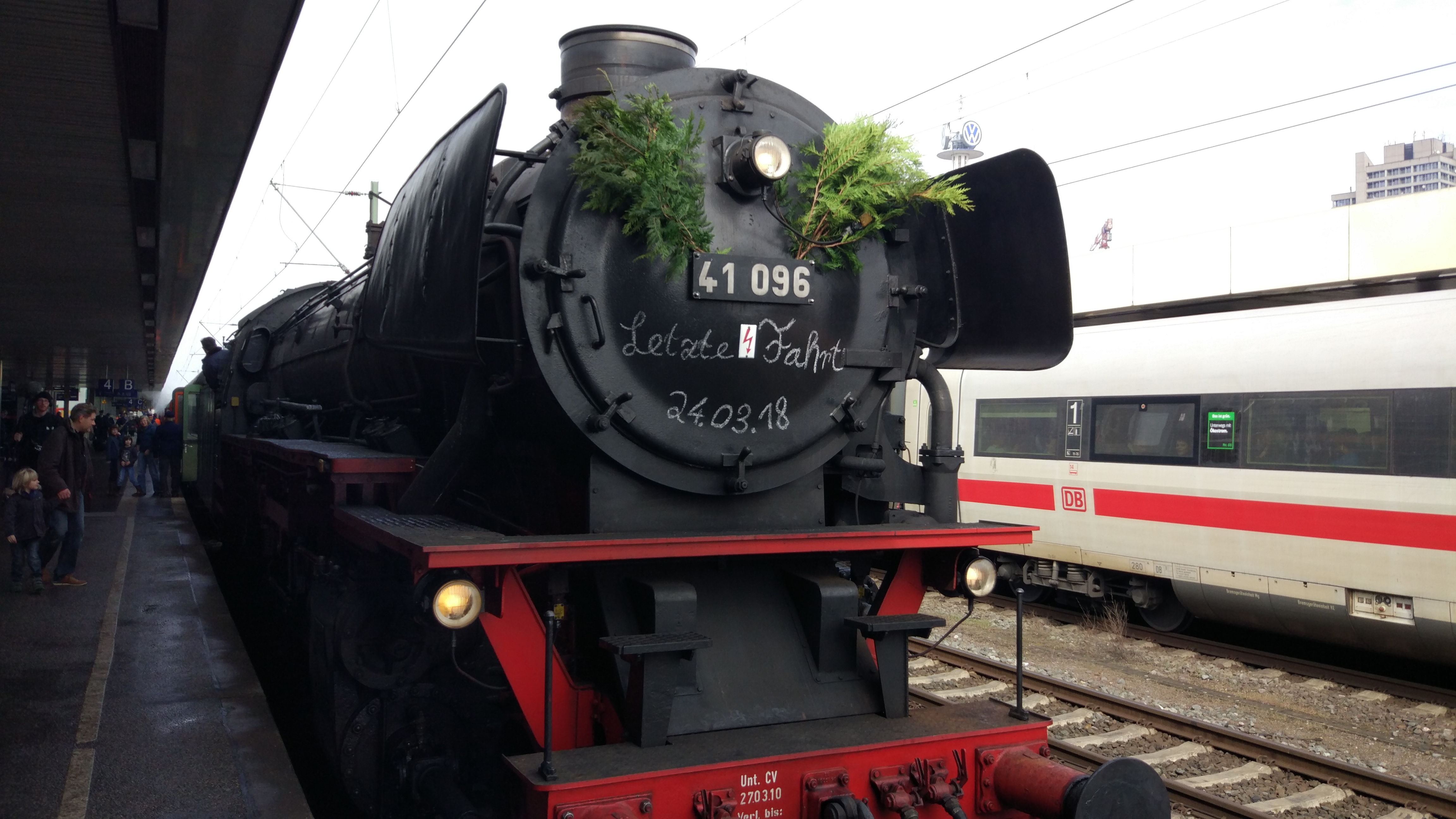
41 096 am 24. März 2018 in Hannover Hbf

Bereits seit 1988 fanden regelmäßig Fahrten zu besonderen Anlässen (z. B. Ostern, Himmelfahrt, dem Altstadtfest Salzgitter Bad) mit der Dampflokomotive 41 096 oder einer Köf II als Museumseisenbahnverkehr statt.
Die Hauptuntersuchung der 41 096 lief im März 2018 ab, weswegen am 24. März 2018 eine Abschieds-Sonderfahrt von Salzgitter Bad über Braunschweig, Peine, Lehrte, Hannover, Laatzen, Hildesheim und zurück nach Salzgitter Bad veranstaltet wurde.

## Güterverkehr

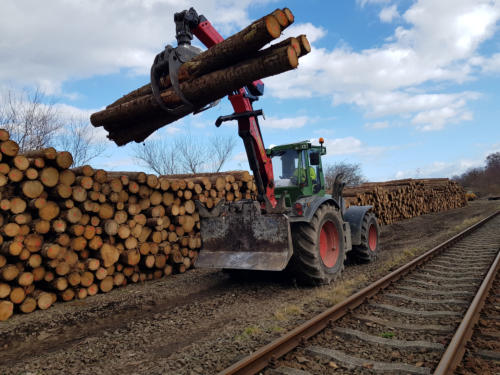
Holzumschlag im Bahnhof Klein Mahner

Im Februar 2019 verkehrte nach über 30 Jahren Pause wieder ein planmäßiger Güterzug im Warnetal. Hierzu war eine Ladestraße im Bahnhof Klein Mahner wiederhergerichtet worden. Transportiert wurden 1200 t Stammholz aus dem Harz mit dem Ziel Wismar. Bis Ende 2019 verkehrten rund 25 Holztransporte von Klein Mahner aus nach Wismar und bis nach Österreich.

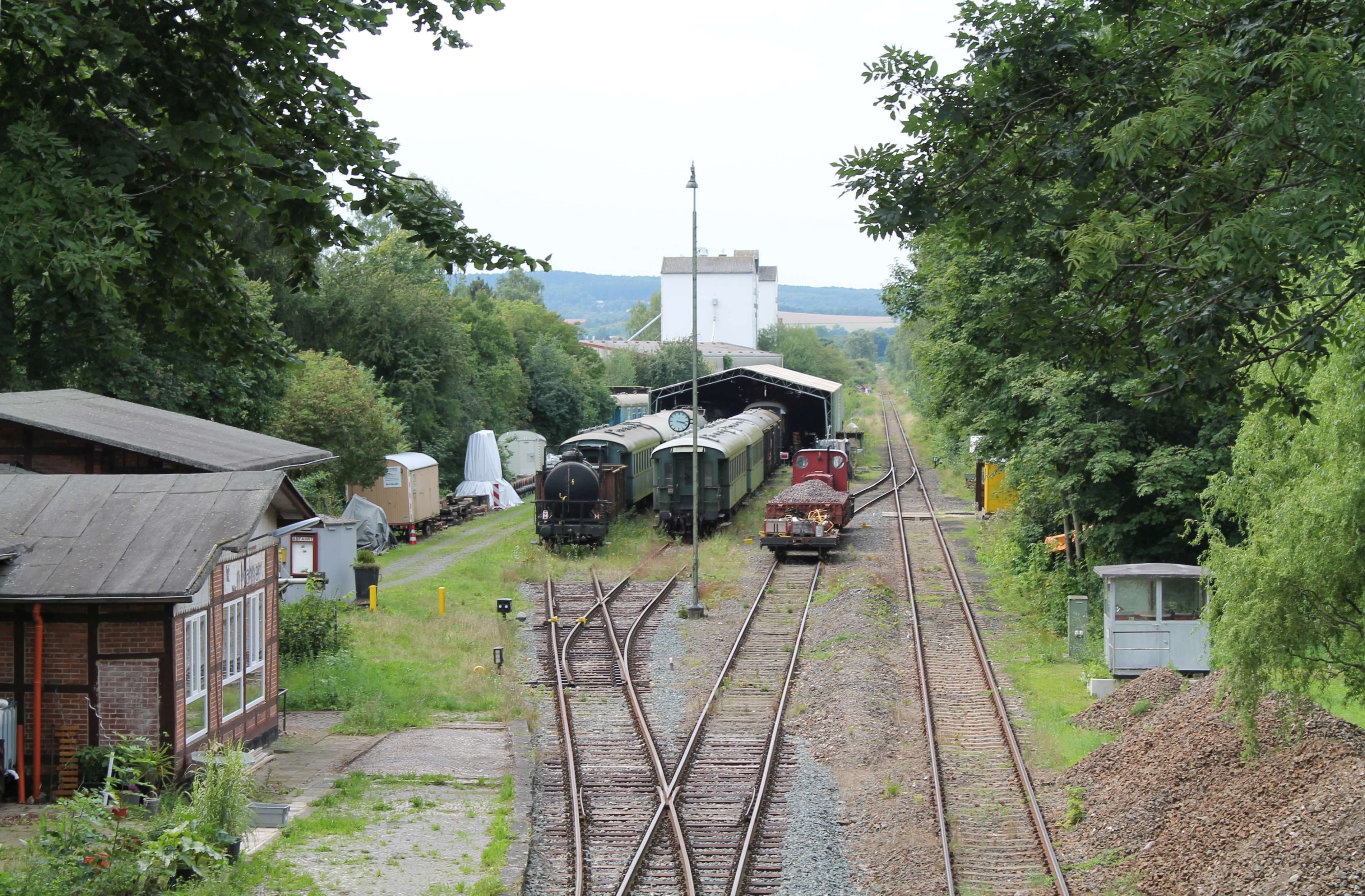
Bahnhof Klein Mahner
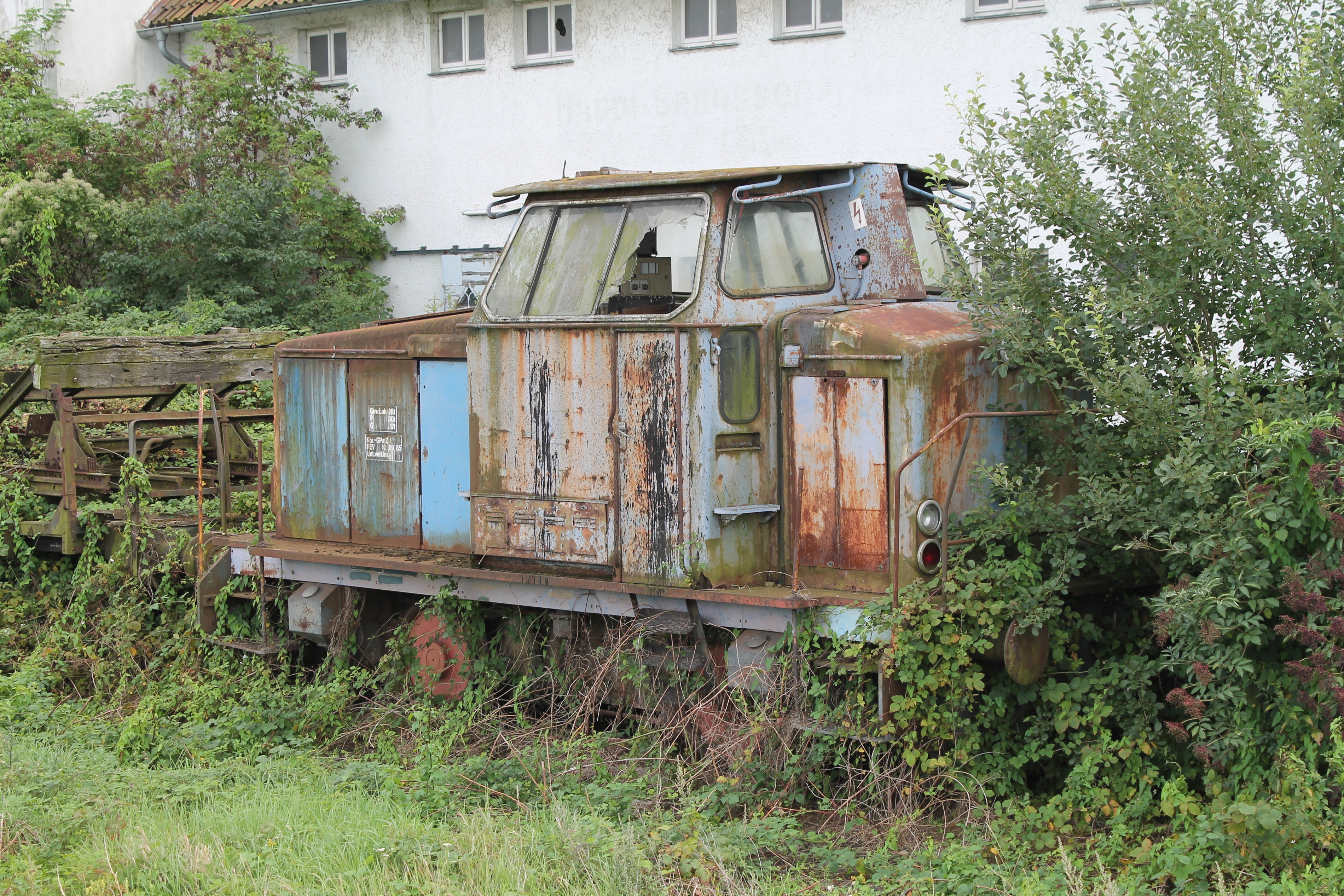
Abgestellte Henschel DH 240B
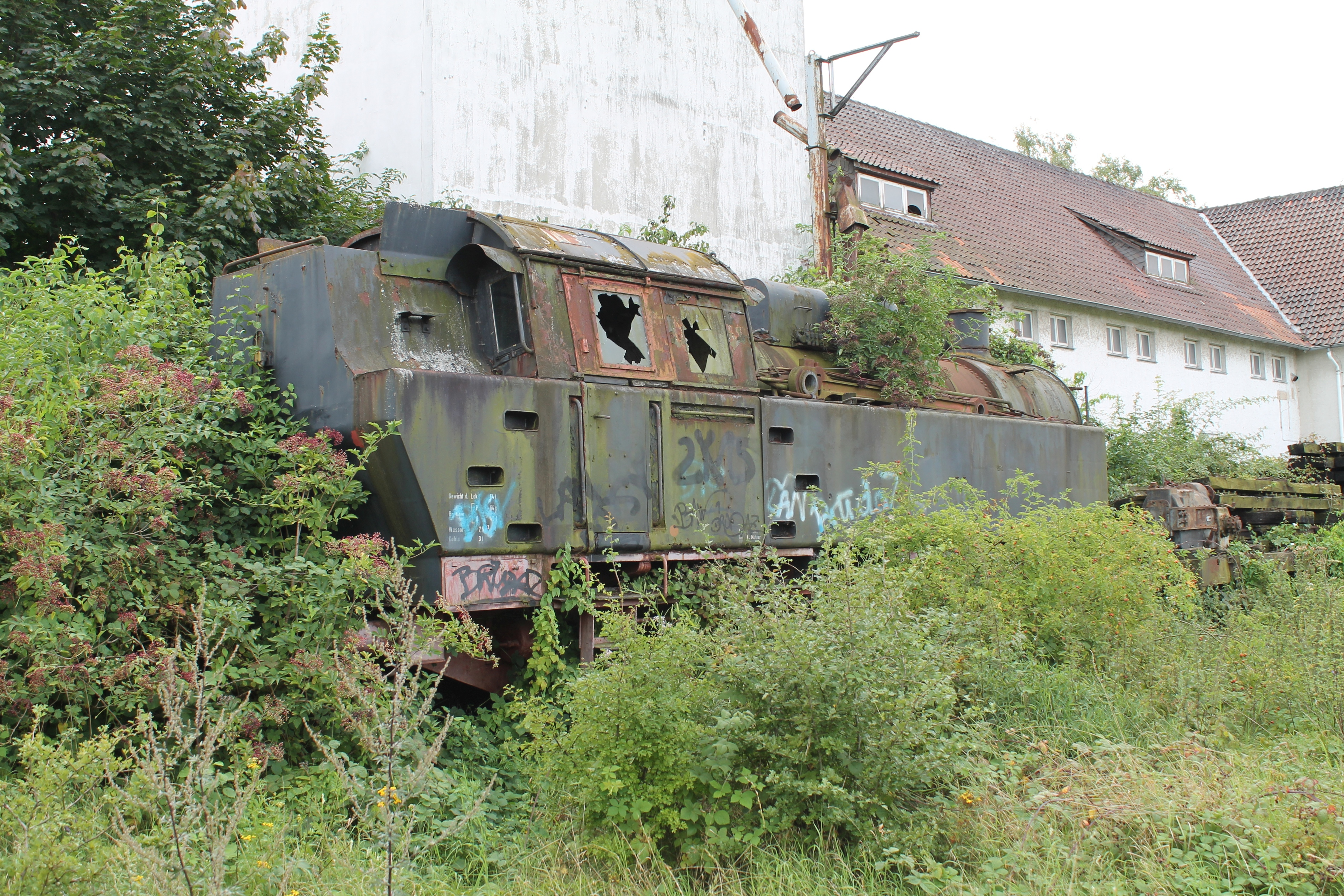
Abgestellte Krauss-Maffei D 16